# NeuroSpin
NeuroSpin est un centre de neuroimagerie cérébrale par résonance magnétique nucléaire (IRM) en champ intense et un département de l'Institut des sciences du vivant Frédéric Joliot du Centre d'études CEA Paris-Saclay. C’est une grande infrastructure de recherche visant à innover dans le domaine de l'imagerie cérébrale.
En 2024, les premières images de cerveau obtenues avec le scanner IRM Iseult, doté d'un champ magnétique inégalé de 11,7 teslas, ont été dévoilées,,,.
En 2023, des manquements graves et répétés dans le traitement des primates utilisés en expérimentation animale par NeuroSpin sont révélés par l'association One Voice.

## Histoire
Le projet de Neurospin est de « devenir le plus grand complexe au monde dédié à l'exploration du cerveau ». Les deux premières machines, installées par Siemens, produisent des champs magnétiques de 3 et 7 teslas. Des techniques de blindage actif sont utilisées pour isoler les machines. Parmi les cinq machines installées au total, l'une d'elle peut produire un champ magnétique de 11,7 teslas (5 mètres de longueur et 5 mètres de diamètre, aimant de 230 tonnes refroidi à -271° C).
Neurospin ouvre en 2007 au centre du CEA Paris-Saclay.
En 2017, NeuroSpin s'équipe du plus puissant aimant IRM du monde qui pèse 130 tonnes et produit un champ magnétique de 11,7 teslas. L'aimant permet donc de créer le scanner IRM le plus puissant du monde pour l’imagerie du cerveau humain. Les premières images de cerveau sont présentées en 2024, et affichent un niveau de précision encore jamais atteint dans l'imagerie cérébrale. Un des objectifs est de pouvoir observer in situ les effets de certains traitements médicamenteux sur le cerveau.

## Présentation générale

### La recherche à NeuroSpin
NeuroSpin est un centre de recherche situé à Saint-Aubin, au centre du CEA Paris-Saclay. Il est actuellement dirigé par Stanislas Dehaene, qui a succédé à Denis Le Bihan. Le centre accueille environ 150 personnes (chercheurs, ingénieurs, techniciens, étudiants, etc.) dont l’objectif commun est de poursuivre des recherches poussées sur le fonctionnement du cerveau.
NeuroSpin réunit en un même lieu géographique des physiciens maîtrisant ces grands instruments jusqu’aux neuroscientifiques de domaines cliniques pour développer en synergie les outils et les modèles qui permettront de mieux comprendre le fonctionnement du cerveau normal et pathologique avant ou après traitement. Ce couplage fort entre la physique et la biologie et entre la recherche fondamentale et la recherche appliquée font de NeuroSpin un centre tout à fait  original parmi les centres de recherche en imagerie dédiés aux neurosciences. Les retombées des recherches qui y sont menées sont attendues tant d’un point de vue scientifique, biomédicale qu’économique.[réf. nécessaire]

### But de la recherche
- Décrypter le codage neuronal des cellules nerveuses de l'homme.

### Les unités de recherche
- UNIACT (CEA/INSERM UMR 1129), Unité de recherche en NeuroImagerie Applicative Clinique et Translationnelle est dirigée par Lucie Hertz-Pannier. Cette unité est chargée de la recherche clinique et translationnelle en Neuro-Imagerie anatomique et fonctionnelle à très haut champ magnétique du nourrisson à l’adulte.
- BAOBAB (Building large instruments for neuroimaging : from population imaging to ultra-hight magnetic fields), sous tutelle CEA, CNRS et Université Paris-Saclay, né de la fusion de deux Unités de recherche (UNIRS et UNATI). Cette Unité est dirigé par Jean-François Mangin et son adjoint Cyril Poupon.
- UNICOG (INSERM U992/CEA), Unité de Neuroimagerie Cognitives (http://www.unicog.org). Dirigée par Stanislas Dehaene, cette unité étudie les bases cérébrales des fonctions cognitives, chez l'homme sain et chez des patients atteints de maladie neurologique, en développant et en exploitant les méthodes de neuro-imagerie conjointement à l'utilisation de paradigmes expérimentaux issus de la psychologie cognitive.
- MIND (INRIA/CEA) https://team.inria.fr/mind/ Cette équipe développe des méthodes et des outils d'analyse des données d'imagerie cérébrale (EEG, MEG, fMRI).
- GIN-IMN, Groupe d'imagerie neurofonctionnelle, localisé à Bordeaux.

### Les moyens techniques
Selon l’âge du volontaire, celui-ci pourra participer à des protocoles de recherche spécifiques :
- Protocoles enfants : Les thèmes portent sur le développement cognitif normal et atypique, l'épilepsie, la dyspraxie, la dyslexie, la dyscalculie, les leucodystrophies, l'accident vasculaire, les retards mentaux, les déficiences intellectuelles chez le bébé et l'enfant d'âge scolaire.
- Protocoles adultes : Étude du fonctionnement cognitif normal et de certaines maladies psychiatriques (schizophrénie, troubles de l'humeur)
- Protocoles séniors : Recherche sur la maladie d'Alzheimer, la maladie de Parkinson et syndromes apparentés.

## Controverses
En 2022 et 2023, l'association One Voice obtient par le biais de la Cada et des tribunaux administratifs les rapports d'inspection du laboratoire d'expérimentation animale de NeuroSpin, qui révèlent des manquements graves et répétés concernant le traitement des primates, rapportés notamment par Le Parisien dans son édition du 26 octobre 2023 : « Blessures non soignées, cages trop petites, absence d’infirmerie, anesthésiques périmés… Entre 2013 et 2022, les rapports vétérinaires montrent une succession préoccupante de "non-conformités" ». Alors que la préfecture de l'Essonne dit avoir mis en œuvre « les suites administratives et/ou pénales adaptées et proportionnées » et que le CEA affirme que sa pratique de l'expérimentation animale « s’inscrit bien évidemment dans le cadre de loi et de la réglementation adaptées », One Voice « a annoncé avoir déposé un recours devant le tribunal administratif de Versailles pour demander le retrait de l’agrément du laboratoire »,.

## Recherche de volontaires pour faire avancer la recherche
Les recherches réalisées à NeuroSpin, pour mieux comprendre le fonctionnement du cerveau, s'appuient sur des personnes volontaires et sont approuvées par les comités adéquats en fonction des lois sur les recherches comprenant des personnes humaines. Toute personne ayant plus de 18 ans peut, si elle le souhaite, se porter volontaire à un protocole de recherche. Les parents peuvent également faire participer leur enfant.
Selon l’âge du volontaire, celui-ci pourra participer à des protocoles de recherche spécifiques :
- Protocoles enfants : Les thèmes portent sur le développement cognitif normal et atypique, l'épilepsie, la dyspraxie, la dyslexie, la dyscalculie, les leucodystrophies, l'accident vasculaire, les retards mentaux, les déficiences intellectuelles chez le bébé et l'enfant d'âge scolaire.
- Protocoles adultes : Étude du fonctionnement cognitif normal et de certaines maladies psychiatriques (schizophrénie, troubles de l'humeur)
- Protocoles séniors : Recherche sur la maladie d'Alzheimer, la maladie de Parkinson et syndromes apparentés.

## Lieu
- Saint-Aubin/Saclay/Gif-sur-Yvette
- Plateau de Saclay, au sud de Paris.